# Anchizaur

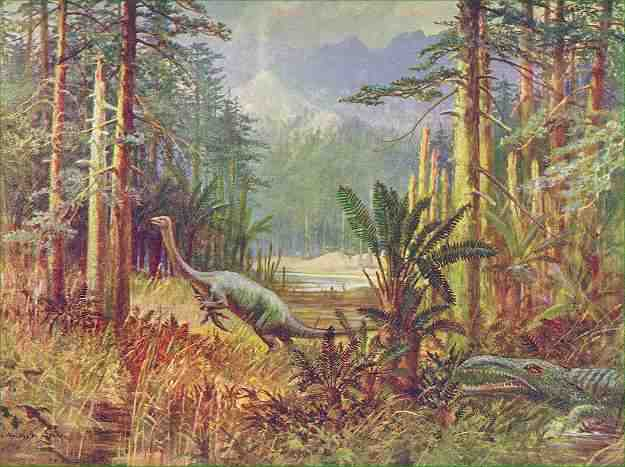

Anchizaur (Anchisaurus) – roślinożerny zauropodomorf z rodziny anchizaurów (Anchisauridae). 

## Występowanie
Żył we wczesnej jurze (ok. 200–182 mln lat temu) na terenach Ameryki Północnej. Jego szczątki znaleziono w USA (Connecticut, Massachusetts) oraz Afryce.
Anchizaur zamieszkiwał m.in. tereny obecnej doliny rzeki Connecticut w USA. We wczesnej jurze był to potężny kanion o stromych zboczach i ciepłym klimacie, przypominający dzisiejszy Wielki Rów w Afryce Wschodniej i Środkowej.

## Budowa
Nie odkryto kompletnego szkieletu anchizaura, znaczna część rekonstrukcji szkieletu oparta jest na szczątkach innych wczesnych zauropodomorfów. Długość ciała 2,5–4,0 m, masa ok. 50 kg; był to jeden z najmniejszych znanych zauropodomorfów. Anchizaur miał bardzo długą szyję, tułów i ogon, a także lekko zbudowaną, szpiczastą czaszkę. Zęby były wąskie, z piłkowaną krawędzią i brzegami. W przeciwieństwie do plateozaurów, staw szczękowy leżał na przedłużeniu szeregu zębowego. Anchizaur miał po cztery potężne pazury i dwa palce szczątkowe w przednich kończynach. Zazwyczaj chodził na czterech kończynach, żerując mógł jednak stawać na tylnych kończynach, podpierając się jednocześnie ogonem. 

## Skamieliny
Anchizaur był pierwszym odkrytym w Ameryce dinozaurem. Znalezione w 1818 r. szczątki początkowo uznano za ludzkie, jednak w 1885 r. skamieniałości sklasyfikowano, jako należące do dinozaura. 
Skamieniałe kości anchizaura znajdują się w muzeach m.in. w Kapsztadzie oraz Amherst

## Taksonomia
- Anchisaurus Hitchock, 1865
  - Anchisaurus polyzelus Hitchock, 1865
  - Anchisaurus capensis Galton, 1976
  - Anchisaurus colurus Marsh, 1891
  - Anchisaurus major Marsh, 1889
  - Anchisaurus solus Marsh, 1892

### Synonimy
- Amphisaurus
- Gyposaurus
- Megadactylus
- Yaleosaurus

Wiele rodzajów prozauropodów okazało się gatunkami anchizaura, jak np. Ammosaurus, Massospondylus carinatus czy Yaleosaurus.
- Anchisaurus capensis = Massospondylus
- A. colurus = A. polyzeus
- A. major = Ammosaurus major
- A. solus = Ammosaurus major